# Sony RX100
La Sony Cyber-shot DSC-RX100 è una fotocamera digitale compatta facente parte della linea Cyber-shot di Sony. Commercializzata a partire dal giugno 2012, ha riscosso da subito un notevole successo in virtù delle sue caratteristiche avanzate a fronte di un corpo macchina dalle dimensioni compatte.
Il successo è dovuto alla straordinaria qualità delle immagini riprese dalla RX100 e dalla sua versatilità generale.
La fotocamera è stata nominata European Advanced Compact Camera per il 2012–2013 dall' European Imaging and Sound Association (EISA), ed è stata nominata una delle più importanti invenzioni del 2012 dal TIME.

La RX100 è capostipite di una serie di modelli commercializzati da Sony sulla spinta del successo iniziale:
- DSC-RX100II del 2013
- DSC-RX100III del 2014
- DSC-RX100IV del 2015
- DSC-RX100V del 2016
- DSC-RX100VI del 2017
- DSC-RX100VII del 2018

Tuttavia, il prezzo della RX100 che in Italia si attesta intorno ai 300 euro nel 2016, rende questa fotocamera ancora attuale e competitiva.

## Caratteristiche principali
- sensore Exmor CMOS da un pollice (1in), 13.2 x 8.8 mm con un fattore di crop pari a 2.7, da 20.2 megapixel di risoluzione;
- obiettivo Carl Zeiss Vario-Sonnar T* con luminosità massima f1.8;
- zoom 3.6x con focale 10.4–37.1 equivalente a 28-100 su 35mm;
- velocità di scatto a raffica pari a 10 fps (fotogrammi al secondo) alla massima risoluzione;
- controllo completo delle modalità di scatto, che comprende le modalità P, A, S, M;
- ottima velocità di messa a fuoco, anche in condizioni di scarsa illuminazione;
- flash estraibile;
- schermo LCD TFT da 3 pollici (3in);
- possibilità di acquisizione immagini in formato RAW;
- risoluzione video fino a 1080p a 60 fps;
- stabilizzatore d'immagine ottico.

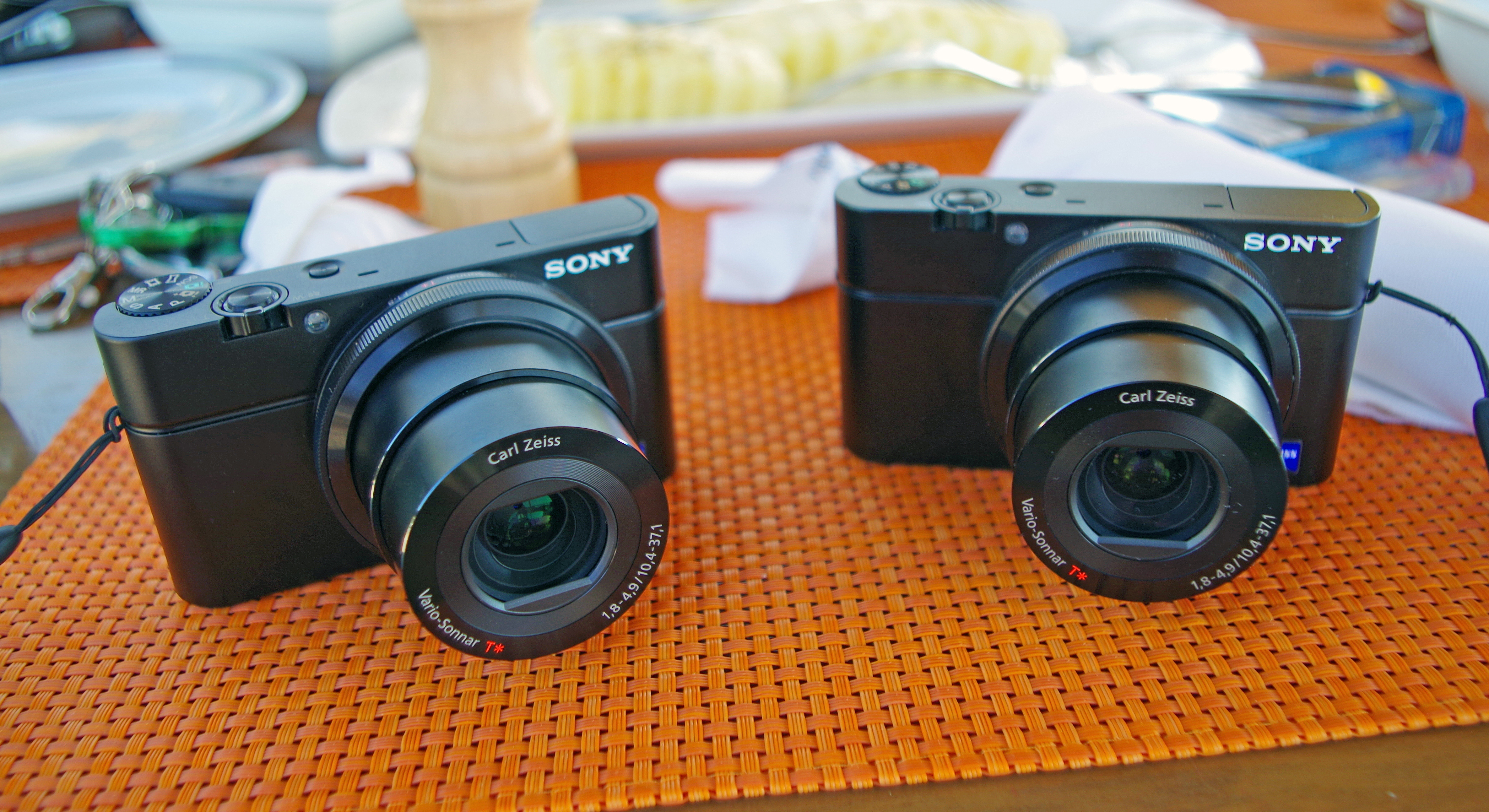
Sony Cyber-shot DSC-RX100s

## Cyber-shot DSC-RX100 II
È stata annunciata a Giugno del 2013 (codice modello DSC-RX100M2) ed offre le seguenti caratteristiche:
- Sensore 1 pollice da 20.2-megapixel.
- ISO fino a 12800 (circa il 40% in più di sensibilità)
- LCD orientabile (+84°/-45°)
- Multi Interface Shoe
- Connettività Wi-Fi
- Connettività NFC
- Video Full HD a 24p

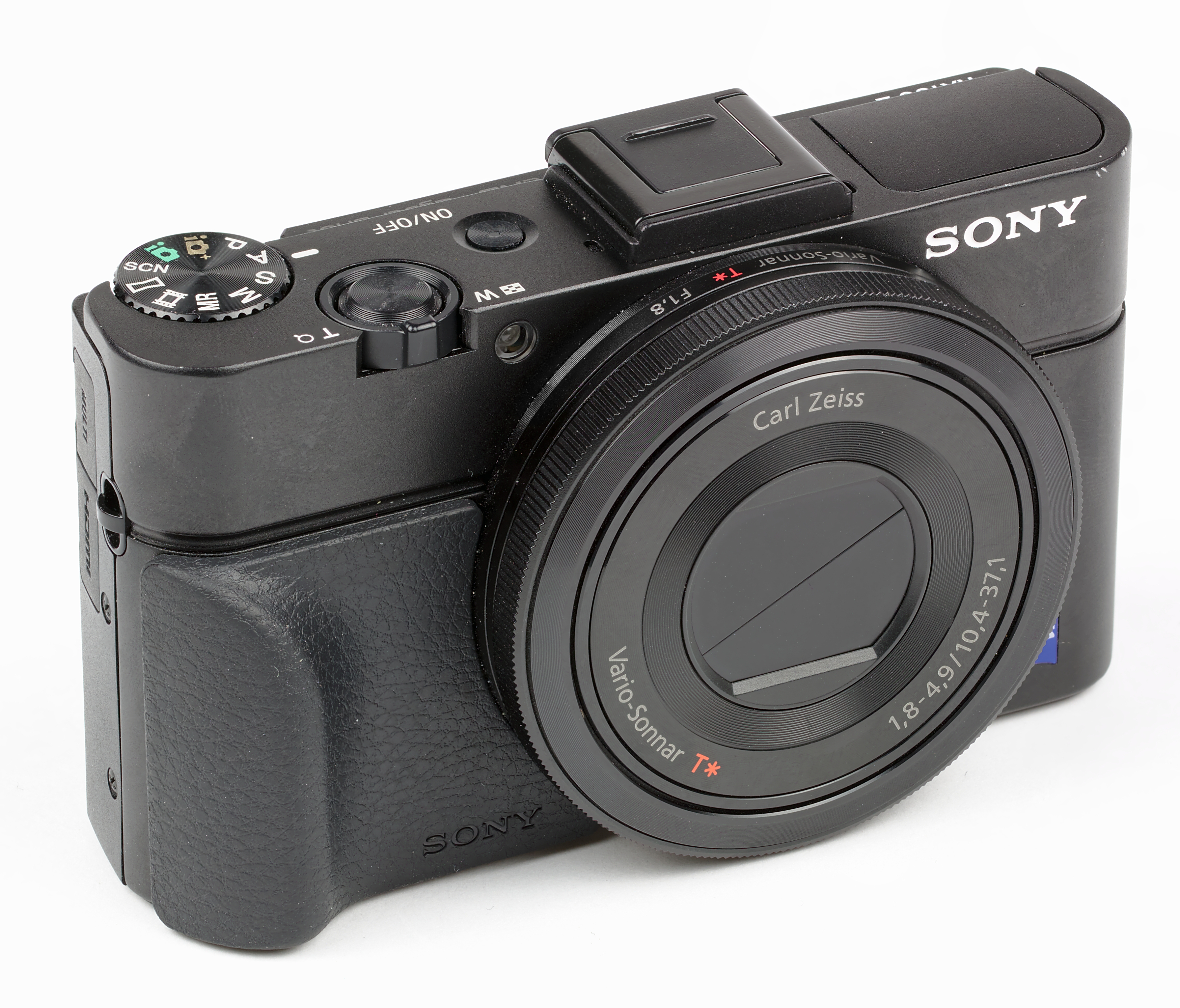
RX100 II con grip
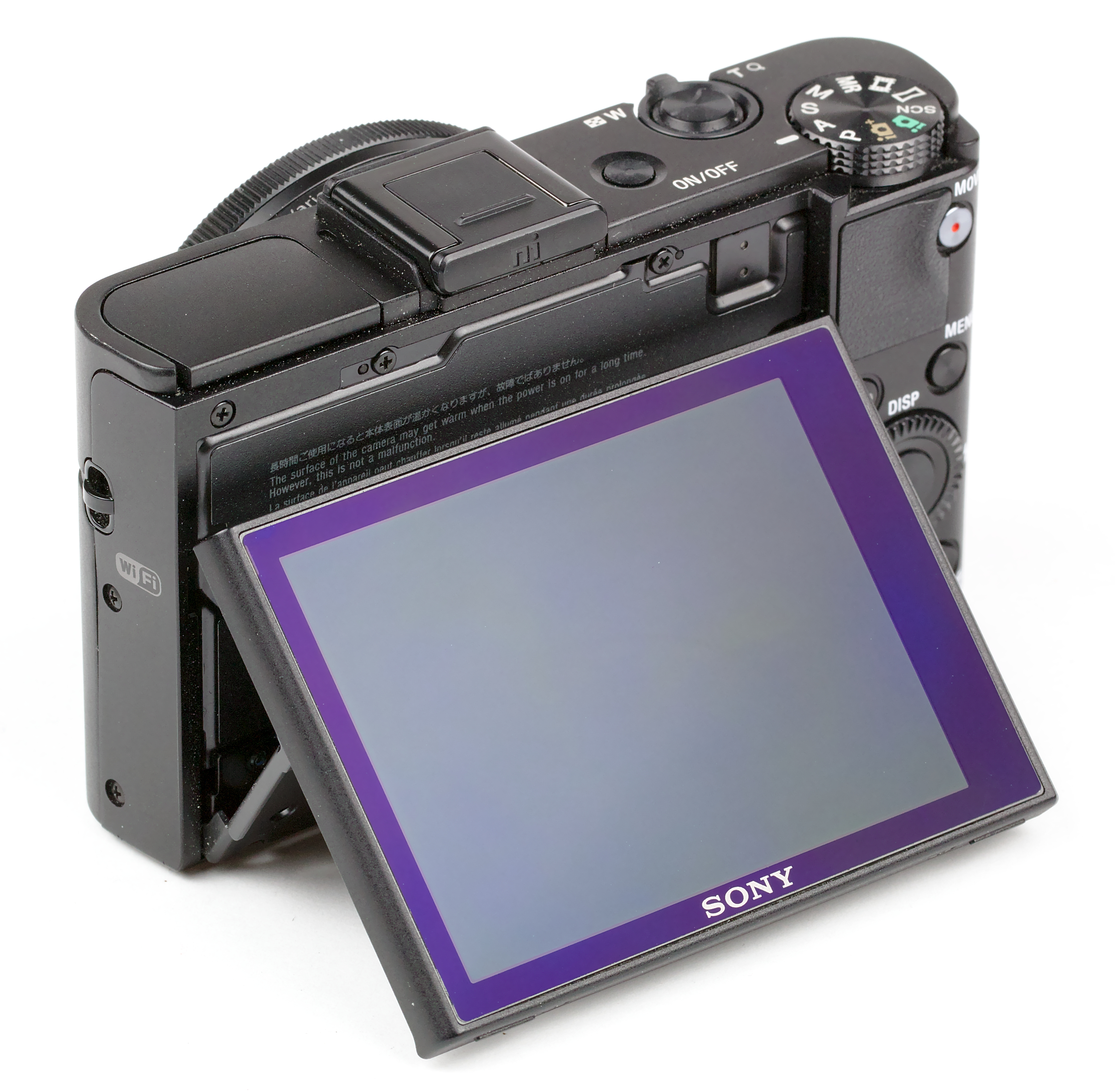

## Cyber-shot DSC-RX100 III
Maggio 2014.
- Processore Bionz X , come su Sony Alpha 77 II
- Ottica Zeiss  Vario-Sonnar T (24-70mm equivalente, f1.8-2.8).[6]
- Mirino elettronico pop-up (EVF).[7][8]

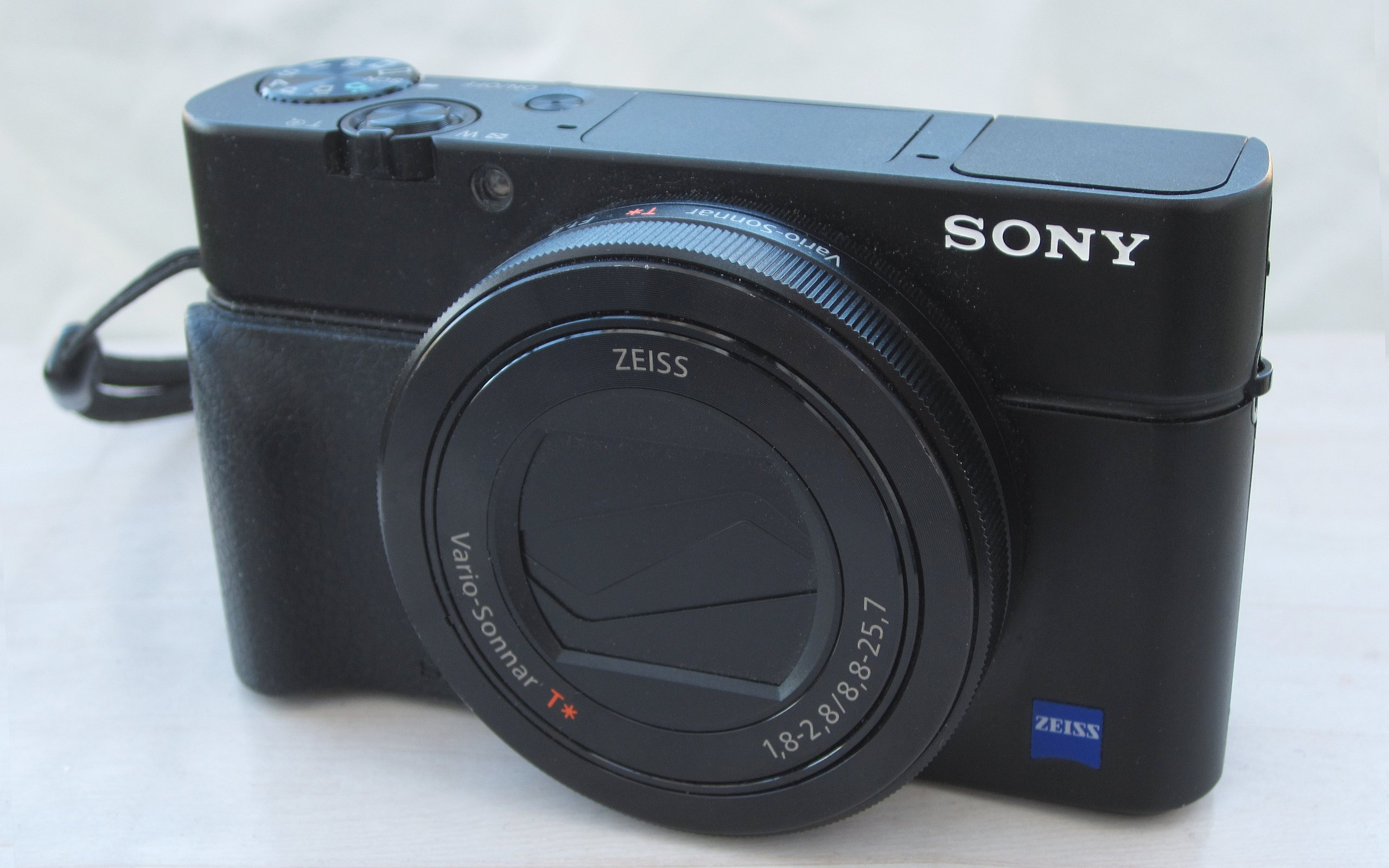
DCS-RX100 III con grip
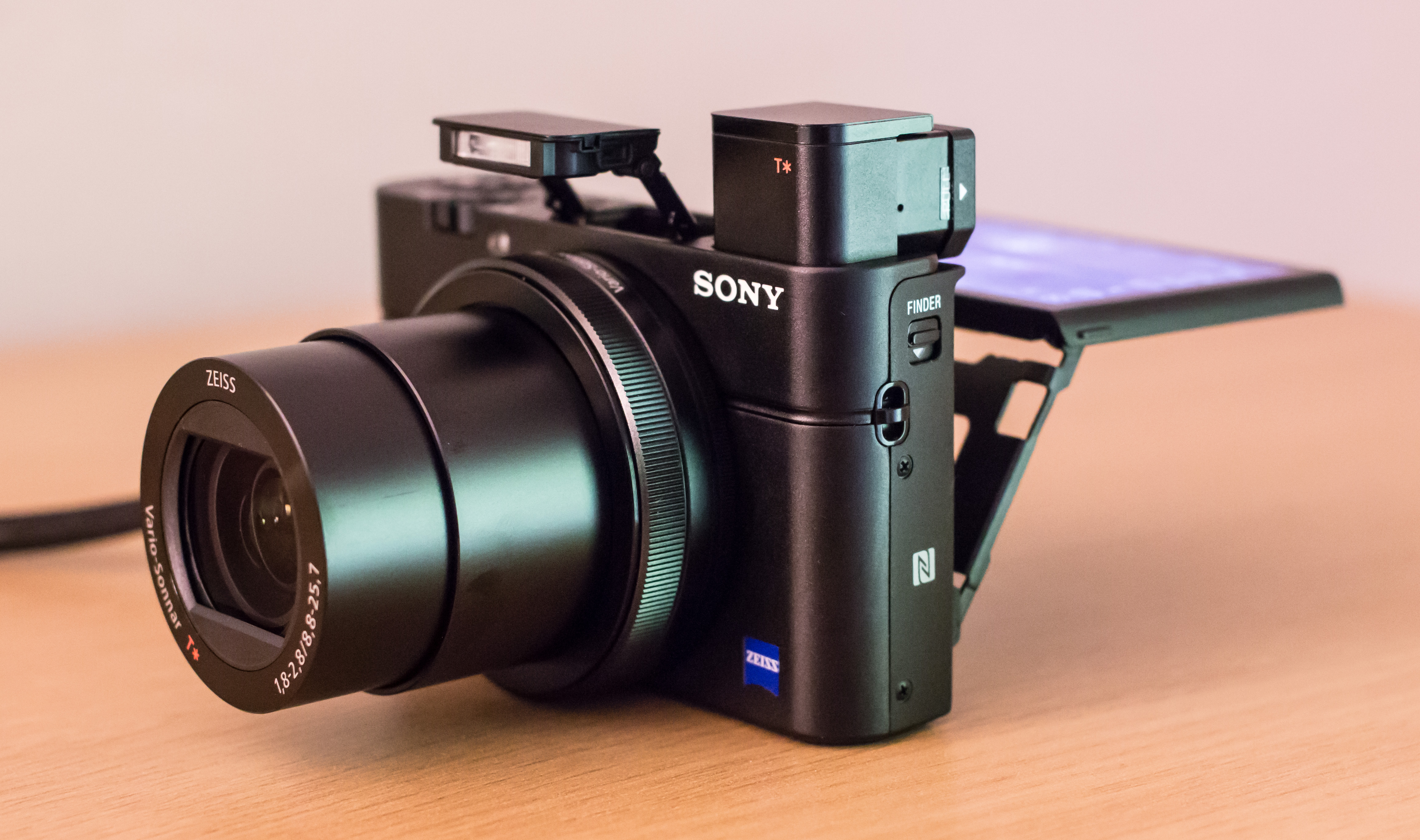
DSC-RX100 III

## Cyber-shot DSC-RX100 IV
Annunciata a Giugno 2015.
- Video 4k a 24, 25 e 30 fps.
- 5 minuti in 4K.[10]
- Registrazione a rallentatore fino a 600p in NTSC e 1000p in PAL.[11]

## Cyber-shot DSC-RX100 V
Ottobre 2016.

## Comparazione
| Modello                        | RX100                             | RX100 II                                | RX100 III                                             | RX100 IV                                          | RX100 V                                           |
| ------------------------------ | --------------------------------- | --------------------------------------- | ----------------------------------------------------- | ------------------------------------------------- | ------------------------------------------------- |
| Sensore                        | 20.1Mpx Exmor CMOS 13.2mm x 8.8mm | 20.1Mpx Exmor R BSI-CMOS 13.2mm x 8.8mm | 20.1Mpx Exmor R BSI-CMOS 13.2mm x 8.8mm               | 20.1Mpx Exmor RS Stacked BSI-CMOS 13.2mm x 8.8mm  | 20.1Mpx Exmor RS Stacked BSI-CMOS 13.2mm x 8.8mm  |
| Processore                     | Bionz                             | Bionz                                   | Bionz X                                               | Bionz X                                           | Bionz X                                           |
| Lunghezza focale               | 10.4 - 37.1mm (Equiv. 28-100mm)   | 10.4 - 37.1mm (Equiv. 28-100mm)         | 8.8 - 25.7mm (Equiv. 24-70mm)                         | 8.8 - 25.7mm (Equiv. 24-70mm)                     | 8.8 - 25.7mm (Equiv. 24-70mm)                     |
| Apertura max                   | Template:F/1.8-4.9                | Template:F/1.8-4.9                      | Template:F/1.8-2.8                                    | Template:F/1.8-2.8                                | Template:F/1.8-2.8                                |
| Velocità Shutter               | 30 ~ 1/2000 sec                   | 30 ~ 1/2000 sec                         | 30 ~ 1/2000 sec                                       | 30 ~ 1/32000 sec                                  | 30 ~ 1/32000 sec                                  |
| Max Continuous Shooting        | 10 frames/s                       | 10 frames/s                             | 10 frames/s                                           | 16 frames/s                                       | 24 frames/s                                       |
| Video formato                  | MPEG-4, AVCHD (28 Mbit/s) Full HD | MPEG-4, AVCHD (28 Mbit/s) Full HD       | MPEG-4, AVCHD (28 Mbit/s), XAVC S (50 Mbit/s) Full HD | MPEG-4, AVCHD (28 Mbit/s), XAVC S (100 Mbit/s) 4K | MPEG-4, AVCHD (28 Mbit/s), XAVC S (100 Mbit/s) 4K |
| Video Sampling                 | Line skipping                     | Line skipping                           | Full-pixel readout                                    | Full-pixel readout                                | Full-pixel readout                                |
| Slow Motion Video              | No                                | No                                      | No                                                    | Yes (240, 480, 960fps)                            | Yes (240, 480, 960fps)                            |
| Edit Video                     | No                                | No                                      | No                                                    | Picture Profile w/CineGamma, Timecode, Userbit    | Picture Profile w/CineGamma, Timecode, Userbit    |
| Shutter minimo spd. (Auto ISO) | No                                | No                                      | No                                                    | Yes                                               | Yes                                               |
| Punti AF                       | 25                                | 25                                      | 25                                                    | 25                                                | 315                                               |
| Tipo AF                        | Contrast Detect                   | Contrast Detect                         | Contrast Detect                                       | Contrast Detect                                   | Phase Detect                                      |
| Spot flessibile con Lock su AF | No                                | No                                      | No                                                    | Yes                                               | Yes                                               |
| Eye-AF continuo                | No                                | No                                      | No                                                    | Yes                                               | Yes                                               |
| LCD                            | 3 inch fixed                      | 3 inch tilting (+90/-40 deg.)           | 3 inch tilting (+180/-45 deg.)                        | 3 inch tilting (+180/-45 deg.)                    | 3 inch tilting (+180/-45 deg.)                    |
| EVF                            | No                                | Optional                                | Built-in                                              | Built-in                                          | Built-in                                          |
| Hot shoe                       | No                                | Multi-Interface                         | No                                                    | No                                                | No                                                |
| Filtro ND                      | No                                | No                                      | 3-stops                                               | 3-stops                                           | 3-stops                                           |
| WiFi e NFC                     | No                                | Yes                                     | Yes                                                   | Yes                                               | Yes                                               |
| Durata batterie (CIPA)         | 330 shots                         | 350 shots                               | 320 shots                                             | 280 shots                                         | 220 shots                                         |
| Peso                           | 240g                              | 281g                                    | 290g                                                  | 298g                                              | 299g                                              |
| Dimensioni                     | 102 x 58 x 36 mm                  | 102 x 58 x 38 mm                        | 102 x 58 x 41 mm                                      | 102 x 58 x 41 mm                                  | 102 x 58 x 41 mm                                  |
| Presentazione                  | 6 giugno 2012                     | 27 giugno 2013                          | 28 maggio 2014                                        | 10 giugno 2015                                    | 6 ottobre 2016                                    |